# Симфонии Кара Караева

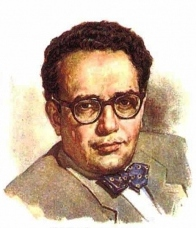
Кара Караев

В статье представлена информация о симфониях советского, азербайджанского композитора Кара Караева.

## Симфонии для оркестра
- 1-я (1944)
- 2-я (1946)
- 3-я (1965)
- Гойя
- Лейли и Меджнун (1947)
- Албанская рапсодия (1952)
- Дон-Кихот (1960)

### Первая симфония
Первая симфония является одной из первых произведений этого жанра в Азербайджане и посвящена теме Великой Отечественной войны. Первая симфония является двухчастной.

### Вторая симфония
Вторая симфония является пятичастной. Созданная в 1946-м году симфония, в которой соединены традиции азербайджанской и классической музыки, посвящена победе над фашизмом. Вторая симфония также стала дипломной работой композитора при окончании Московской консерватории.

### Третья симфония
Написана в 1965 году. Данная симфония предназначена для камерного оркестра.

### Лейли и Меджнун
Эта симфоническая поэма была создана в 1947 году. Является одним из первых образцов лирико-драматического симфонизма в музыке Азербайджана. Премьера состоялась в Баку 29 сентября 1947 года в исполнении симфонического оркестра Азербайджанской государственной филармонии им. М. Магомаева под управлением Ниязи. За эту симфоническую поэму Кара Караев в 1948 году получил Сталинскую премию второй степени.